# Deborah Brennan
Deborah Brennan ist eine Politikwissenschaftlerin und emeritierte Professorin der australischen University of Sydney. 2006/2007 amtierte sie als Präsidentin der Australian Political Studies Association. Sie ist Mitglied der Academy of the Social Sciences in Australia sowie Member des Order of Australia.

## Werdegang und Wirken
Brennan machte das Bachelor-Examen an der University of Sydney, den Master-Abschluss an der Macquarie University und wurde in Sydney zur Ph.D. promoviert. Sie ist eine der führenden australischen Forscherinnen zur Sozial- und Familienpolitik und beriet verschiedene Regierungs- und Nichtregierungsorganisationen. Sie war Gastwissenschaftlerin an der London School of Economics, der Oxford University, dem Trinity College Dublin und der University of Melbourne.

## Schriften (Auswahl)
- The politics of Australian child care. From philanthropy to feminism. Cambridge University Press, Cambridge/New York 1994, ISBN 0-521-41792-9.
- The politics of Australian child care. Philanthropy to feminism and beyond. Cambridge University Press, Cambridge/New York 1998, ISBN 0-521-63510-1.